# 藤原登朝
藤原 登朝（ふじわら の なりあさ/なりとも）は、平安時代中期の貴族。藤原北家兼通流、大納言・藤原朝光の次男。官位は従四位上・右馬頭。

## 経歴
永観2年（984年）師貞親王の即位（花山天皇）に伴って、春宮大夫を務めていた父・藤原朝光に対して従一位の叙位が許されるが、朝光の譲りにより登朝が従五位下に叙爵された。その後花山朝から一条朝初頭にかけて、侍従・左兵衛佐を務め、永延2年（988年）春宮・居貞親王の春宮昇殿を、永延3年（989年）には昇殿を許されている。
永祚2年（990年）右近衛少将に任ぜられ、正暦3年（992年）五位蔵人を兼ねるが、翌正暦4年（993年）病気によって出仕できなくなり、翌正暦5年（994年）には少将および蔵人を辞任した。のち、従四位上・右馬頭（または左馬頭）に至る。
長保元年（999年）閏3月27日に北山にて出家。のち、兄の朝経に先んじて没したという。

## 官歴
- 永観2年（984年） 10月14日：従五位下[2]
- 時期不詳：侍従
- 永延2年（988年） 8月19日：春宮昇殿（春宮・居貞親王）[3]
- 時期不詳：左兵衛佐
- 永延3年（989年） 正月15日：昇殿[3]
- 時期不詳：従五位上
- 永祚2年（990年） 10月10日：右近衛少将[4]。10月27日：禁色[3]
- 正暦3年（992年） 8月28日：五位蔵人[5]
- 正暦5年（994年） 10月：去五位蔵人（依病、自去年不仕）[5]。日付不詳：止右近衛少将[4]
- 時期不詳：従四位上。右馬頭（または左馬頭）[6]
- 長保元年（999年） 閏3月27日：出家（右馬頭）[7]

## 系譜
『尊卑分脈』による。
- 父：藤原朝光
- 母：重明親王の娘
- 妻：藤原安親の娘
  - 男子：藤原師経（?-1066）
- 生母不明の子女
  - 男子：朝命